# Невяра, Марцин
Марцин Пётр Невяра (пол. Marcin Piotr Niewiara, 2 апреля 1981, Вроцлав) — польский бобслеист, разгоняющий, выступает за сборную Польши с 2006 года. Участник зимних Олимпийских игр в Ванкувере, неоднократный победитель и призёр национальных первенств, различных этапов Кубка Европы.

## Биография
Марцин Невяра родился 2 апреля 1981 года в городе Вроцлав, Нижнесилезское воеводство. Активно заниматься бобслеем начал в возрасте восемнадцати лет, в 2006 году прошёл отбор в национальную сборную и в качестве разгоняющего стал ездить на крупные международные старты, порой показывая довольно неплохие результаты. Тогда же дебютировал в Кубке мира, на своём первом этапе в немецком Альтенберге занял среди двухместных экипажей восемнадцатое место. Следующие три сезона, находясь в команде опытного пилота Давида Купчика, участвовал почти во всех заездах мирового кубка, хотя в двадцатку сильнейших попадал при этом крайне редко. Особенно удачно выступил в январе 2010 года на этапе Кубка мира в швейцарском Санкт-Морице, когда впервые в карьере оказался в лучшей десятке.
Благодаря череде удачных выступлений Невяра удостоился права защищать честь страны на зимних Олимпийских играх в Ванкувере, соревновался здесь сразу в двух дисциплинах, занял шестнадцатое место с двойкой и четырнадцатое с четвёркой. После Олимпиады продолжил выступать на самом высоком ровне, в общем зачёте Кубка мира их с Купчиком команда поднялась до весьма высокой пятнадцатой строки, при этом на чемпионате мира 2011 года в Кёнигсзее спортсмен был пятнадцатым с двухместным экипажем и восемнадцатым с четырёхместным. В следующем сезоне в рейтинге лучших экипажей-четвёрок их экипаж разместился на тринадцатой строке, в сезоне 2012/13 по состоянию на конец января держится в двадцатке.